# Zadní Hrádek
Zadní Hrádek je název katastrálního území o rozloze 0,82 km2. V katastrálním území leží Červený Hrádek. 
Samota Zadní Hrádek leží asi 1,5 km jižně od vesnice Červený Hrádek, po obou stranách silnice č. 125. Východně od silnice se rozkládá hospodářský dvůr, který má dvě hlavní budovy. Západně od silnice leží hájovna. Vedle hájovny stávala mohutná lípa malolistá (Tilia cordata), památný strom vedený v databázi AOPK 104082. V současnosti však z lípy zbývá pouze pařez (viz obrázek).

## Fotogalerie

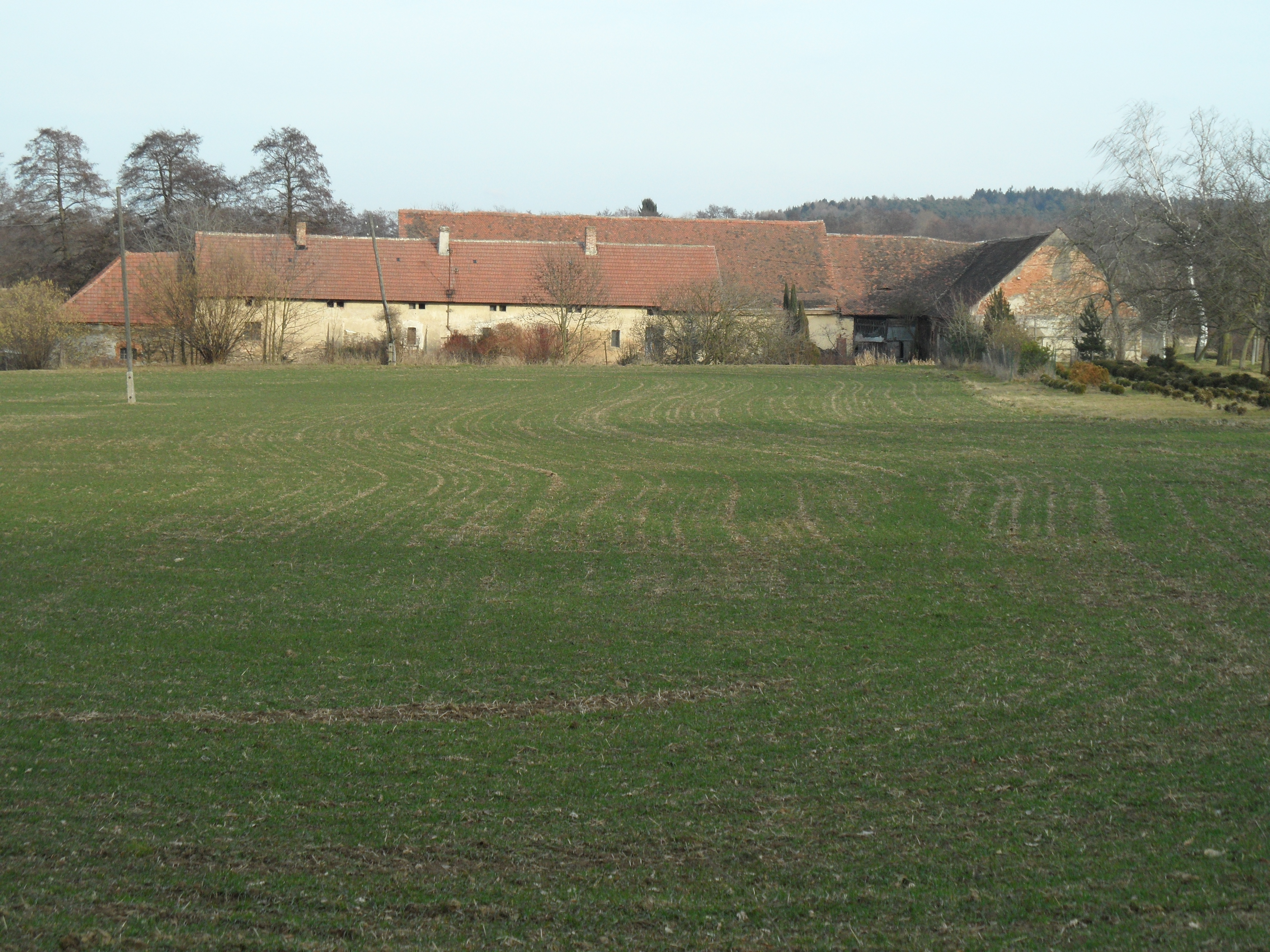
Hospodářský dvůr
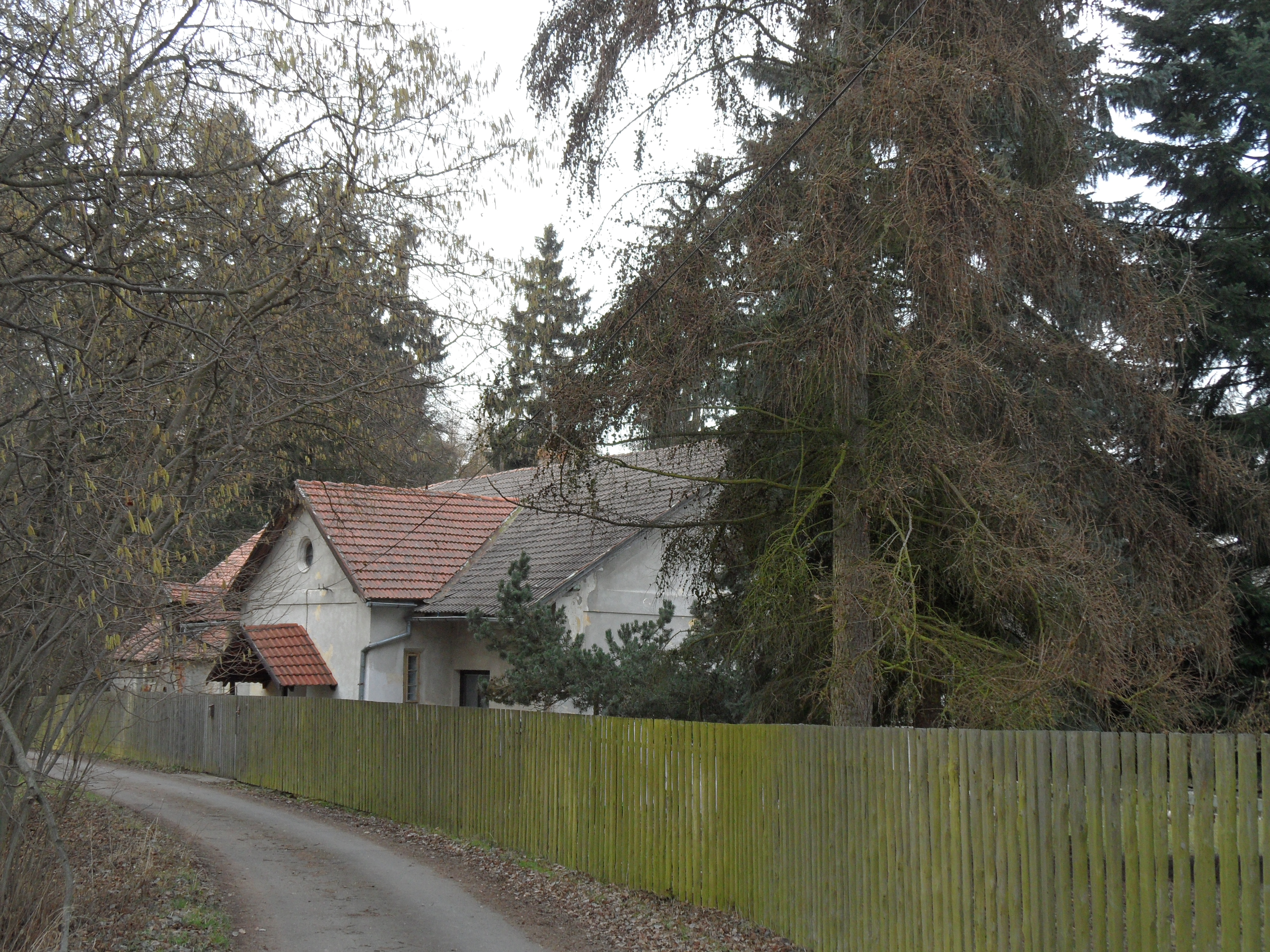
Hájovna
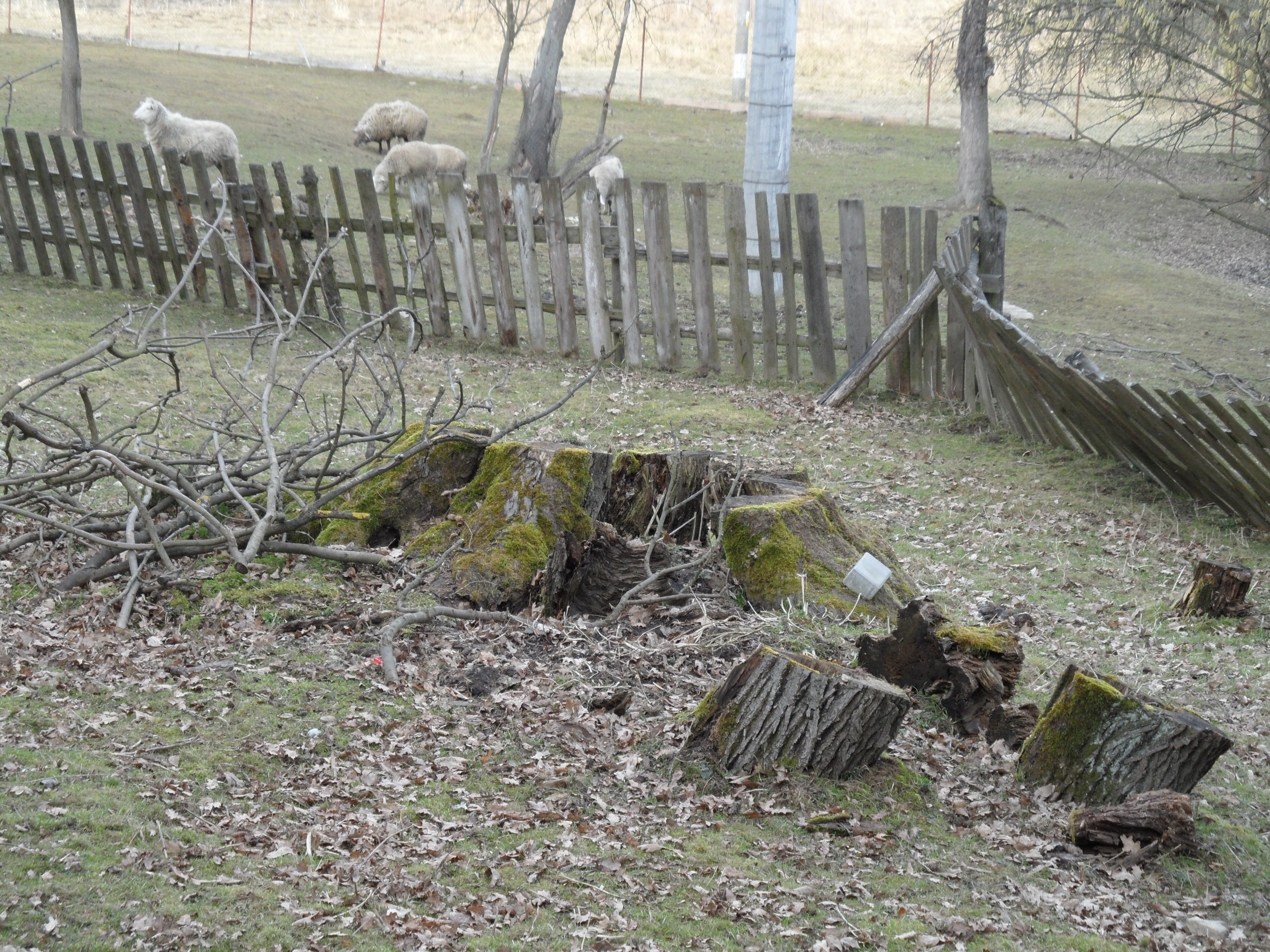
Zbytky památného stromu